# NGC 2119
NGC 2119 je galaksija u zviježđu Orionu.

## Vanjske poveznice
- SEDS: NGC 2119